# 15413 Beaglehole
15413 Beaglehole eller 1998 BX9 är en asteroid i huvudbältet som upptäcktes den 22 januari 1998 av Spacewatch vid Kitt Peak-observatoriet. Den är uppkallad efter J.C. Beaglehole.
Asteroiden har en diameter på ungefär 6 kilometer.